# ザ・ブルートーンズ (アルバム)
『ザ・ブルートーンズ』（The Bluetones）は、2006年発表のブルートーンズの5枚目のスタジオ・アルバム。

## 解説
インディーズのクッキング・ヴァイナル移籍後、初のアルバムである。5作目にしてセルフタイトルとなったこのアルバムで、ファースト・アルバム『エクスペクティング・トゥ・フライ』とセカンド・アルバム『リターン・トゥ・ザ・ラスト・チャンス・サルーン』をプロデュースしたヒュー・ジョーンズを再びプロデューサーに迎えている。
ちなみにこのアルバムはアメリカでも発売されたが、日本盤は発売されていない。このアルバム発表後、バンドはブリティッシュ・アンセムズ出演のため来日を果たしている。

## 収録曲
全作詞作曲、エズ・チェスターズ、アダム・デヴリン、マーク・モリス、スコット・モリス。各曲の邦題は日本盤が発売されていないため原題のカタカナ表記。
1. サレンダード - "Surrendered"
2. ベイビー・バック・アップ - "Baby, Back Up"
3. ホープ・アンド・ジャンプ - "Hope and Jump"
4. ヘッド・オン・ア・スパイク - "Head on a Spike"
5. ザ・キング・オブ・アウター・スペース - "The King of Outer Space"
6. サンキュー・ノット・トゥデイ - "Thank You, Not Today"
7. マイ・ネイバーズ・ハウス - "My Neighbour's House"
8. フェイド・イン・フェイド・アウト - "Fade In/Fade Out"
9. ザ・ラスト・ソング・バット・ワン - "The Last Song But One"
10. ワズント・アイ・ライト・アバウト・ユー - "Wasn't I Right About You?"